# Municipi de Madona
El municipi de Madona (en letó: Madonas novads) és un dels 110 municipis de Letònia, que es troba localitzat al centre-est del país bàltic, i que té com a capital la localitat de Madona. El municipi va ser creat l'any 2009 després de la reorganització territorial.

## Ciutats i zones rurals
- Madona (ciutat)
- Aronas pagasts (zona rural)
- Barkavas pagasts (zona rural)
- Bērzaunes pagasts (zona rural)
- Dzelzavas pagasts (zona rural)
- Kalsnavas pagasts (zona rural)
- Lazdonas pagasts (zona rural)
- Liezēres pagasts (zona rural)
- Ļaudonas pagasts (zona rural)
- Mārcienas pagasts (zona rural)
- Mētrienas pagasts (zona rural)
- Ošupes pagasts (zona rural)
- Praulienas pagasts (zona rural)
- Sarkaņu pagasts (zona rural)
- Vestienas pagasts (zona rural)

## Població i territori
La seva població està composta per un total de 28.110 persones (2009). La superfície del municipi té uns 2.153,4 kilòmetres quadrats, i la densitat poblacional és de 13,05 habitants per kilòmetre quadrat.